# Diócesis de Atakpamé
La diócesis de Atakpamé (en latín: Dioecesis Atakpamensis y en francés: Diocèse d'Atakpamé) es una circunscripción eclesiástica de la Iglesia católica en Togo. Se trata de una diócesis latina, sufragánea de la arquidiócesis de Lomé. Desde el 26 de octubre de 2022 su obispo es Moïse Touho.

## Territorio y organización

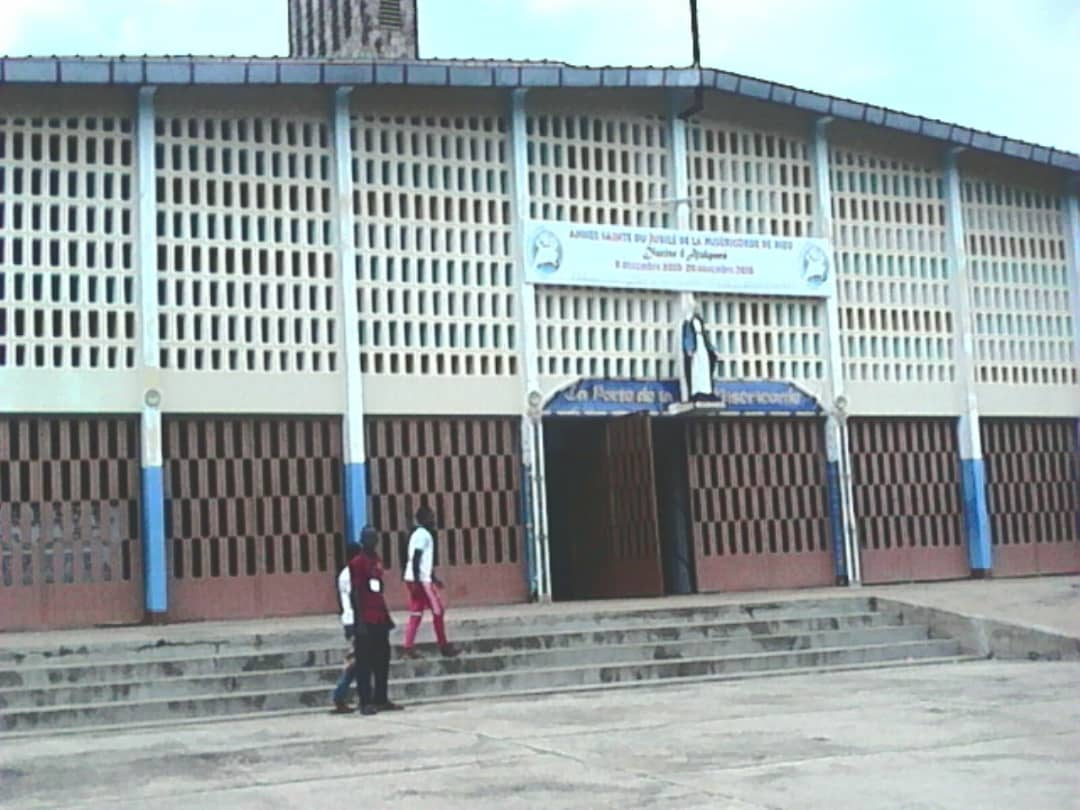
Iglesia católica en Atakpamé

La diócesis tiene 13 900 km² y extiende su jurisdicción sobre los fieles católicos de rito latino residentes en parte de la región del Altiplano.
La sede de la diócesis se encuentra en la ciudad de Atakpamé, en donde se halla la Catedral de Nuestra Señora de la Santísima Trinidad.
En 2022 en la diócesis existían 53 parroquias.

## Historia
La diócesis fue erigida el 29 de septiembre de 1964 con la bula Quod Sacra del papa Pablo VI, obteniendo el territorio de la arquidiócesis de Lomé, de la que fue nombrada sufragánea.

## Estadísticas
Según el Anuario Pontificio 2023 la diócesis tenía a fines de 2022 un total de 350 556 fieles bautizados.
| Año                                                                             | Población            | Población | Población      | Sacerdotes | Sacerdotes    | Sacerdotes    | Bautizados por sacerdote | Diáconos permanentes | Religiosos | Religiosos | Parroquias |
| Año                                                                             | Bautizados católicos | Total     | % de católicos | Total      | Clero secular | Clero regular | Bautizados por sacerdote | Diáconos permanentes | Varones    | Mujeres    | Parroquias |
| ------------------------------------------------------------------------------- | -------------------- | --------- | -------------- | ---------- | ------------- | ------------- | ------------------------ | -------------------- | ---------- | ---------- | ---------- |
| 1969                                                                            | 65 037               | 298 385   | 21.8           | 18         | 18            |               | 3613                     |                      |            | 22         | 8          |
| 1980                                                                            | 88 700               | 398 000   | 22.3           | 18         | 5             | 13            | 4927                     |                      | 13         | 23         | 11         |
| 1990                                                                            | 131 457              | 605 000   | 21.7           | 26         | 20            | 6             | 5056                     |                      | 17         | 49         | 14         |
| 1999                                                                            | 197 630              | 598 878   | 33.0           | 54         | 53            | 1             | 3659                     |                      | 14         | 59         | 19         |
| 2000                                                                            | 202 364              | 616 964   | 32.8           | 52         | 51            | 1             | 3891                     |                      | 11         | 53         | 19         |
| 2001                                                                            | 203 417              | 624 714   | 32.6           | 56         | 55            | 1             | 3632                     |                      | 9          | 59         | 19         |
| 2002                                                                            | 210 314              | 648 015   | 32.5           | 54         | 53            | 1             | 3894                     |                      | 9          | 54         | 19         |
| 2003                                                                            | 214 455              | 698 676   | 30.7           | 54         | 53            | 1             | 3971                     |                      | 9          | 59         | 19         |
| 2004                                                                            | 215 469              | 679 923   | 31.7           | 55         | 54            | 1             | 3917                     |                      | 9          | 87         | 19         |
| 2006                                                                            | 257 168              | 699 540   | 36.8           | 57         | 56            | 1             | 4511                     |                      | 9          | 100        | 29         |
| 2007                                                                            | 266 273              | 716 000   | 37.2           | 56         | 55            | 1             | 4754                     | 3                    | 9          | 103        | 29         |
| 2012                                                                            | 293 546              | 792 000   | 37.1           | 64         | 64            |               | 4586                     |                      | 7          | 98         | 30         |
| 2015                                                                            | 327 631              | 903 540   | 36.3           | 78         | 72            | 6             | 4200                     |                      | 13         | 92         | 34         |
| 2018                                                                            | 337 939              | 956 070   | 35.3           | 79         | 76            | 3             | 4277                     |                      | 11         | 103        | 39         |
| 2020                                                                            | 343 541              | 999 190   | 34.4           | 91         | 88            | 3             | 3775                     |                      | 10         | 113        | 40         |
| 2022                                                                            | 350 556              | 1 045 680 | 33.5           | 107        | 104           | 3             | 3276                     |                      | 8          | 117        | 53         |
| Fuente: Catholic-Hierarchy, que a su vez toma los datos del Anuario Pontificio. |                      |           |                |            |               |               |                          |                      |            |            |            |

## Episcopologio
- Bernard Oguki-Atakpah † (29 de septiembre de 1964-10 de abril de 1976 renunció)
- Philippe Fanoko Kossi Kpodzro † (10 de abril de 1976-17 de diciembre de 1992 nombrado arzobispo de Lomé)
- Julien Mawule Kouto † (18 de octubre de 1993-1 de marzo de 2006 renunció)[nota 1]
- Nicodème Anani Barrigah-Benissan (9 de enero de 2008-23 de noviembre de 2019 nombrado arzobispo de Lomé)[nota 2]
  - Sede vacante (2019-2022)
- Moïse Touho, desde el 26 de octubre de 2022